# Naro Moru
Naro Moru este un oraș din Nyeri, Kenya. Principala activitate economică a localității este turismul, atrăgând mulți escaladatori.